# 賈斯汀·查特溫
賈斯汀·查特溫（英語：Justin Chatwin，1982年10月31日—）是一位加拿大男演員，出生于加拿大不列颠哥伦比亚省纳奈莫。

## 演艺经历

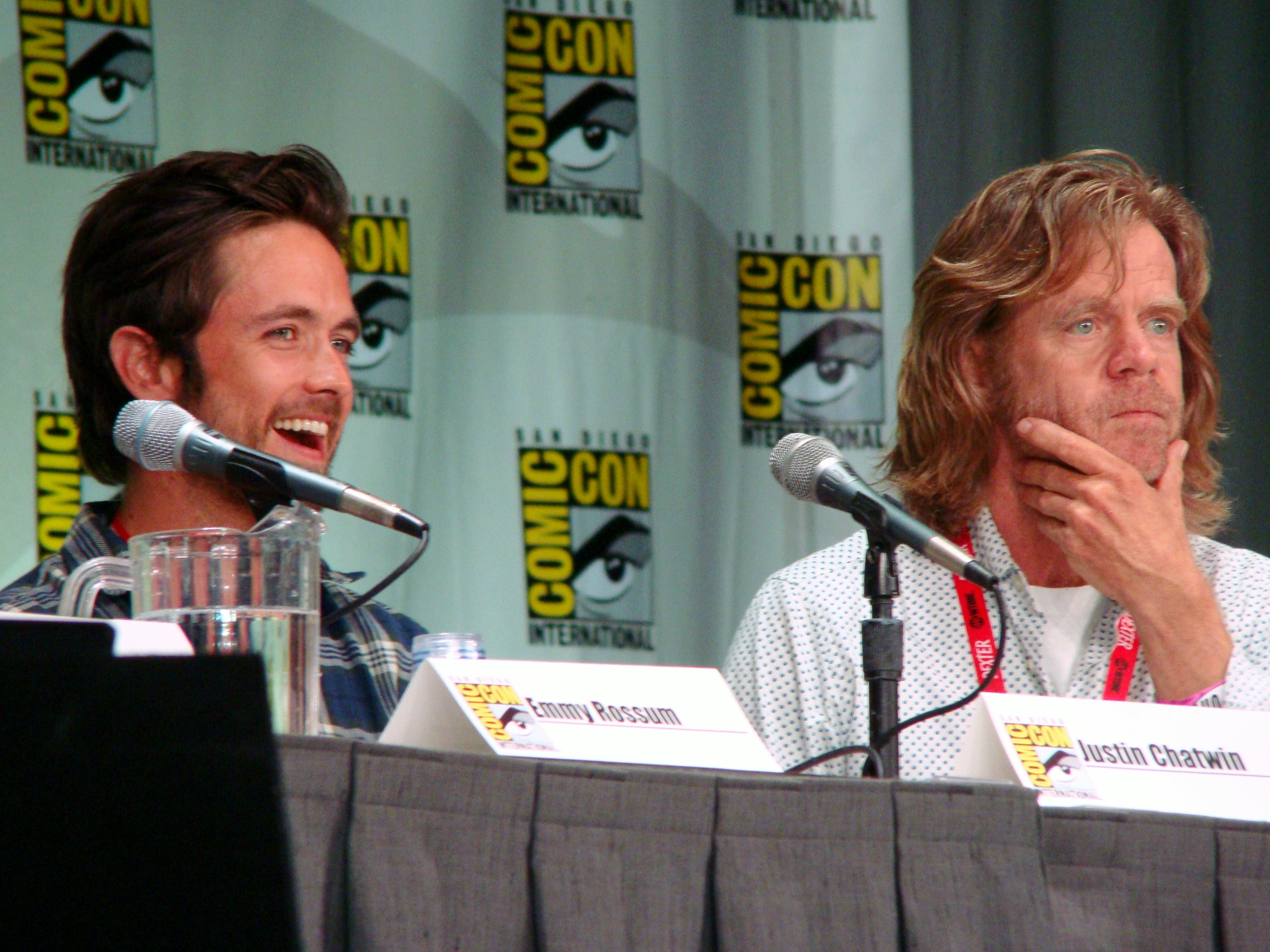
賈斯汀·查特溫同威廉·霍尔·梅西一起参加 2011 年圣地亚哥动漫展，宣传《无耻之徒》

他出演過較著名的作品如電影《世界大戰》（2005年）、《幽靈人口》（2007年）、《七龍珠：全新進化》（2009年）和《衝動》（2016年）。2011年至2015年，查特溫於電視劇《無恥之徒》中飾演主要角色史提夫·威爾頓。他出生於納奈莫。
2001年，贾斯汀·查特文在自己的电影处女作《猫女乐队》里客串了一个少年粉丝。
2002年，他在斯蒂文·斯皮尔伯格监制的科幻迷你电视剧《幽浮入侵》里饰演Clauson。
2004年，贾斯汀·查特文在安吉丽娜·朱莉和伊桑·霍克担任主演的惊悚片《机动杀人》中饰演了Matt Soulsby。
2005年，贾斯汀·查特文出现在斯蒂文·斯皮尔伯格执导，汤姆·克鲁斯主演的科幻电影《世界大战》里，片中饰演男主角叛逆的儿子Robbie Ferrier。
2007年，他在电影《幽靈人口》中首次担任主角Nick Powell。
2009年，他在二十世纪福克斯公司出品的，改编自同名漫画电影《七龙珠》中担任主角悟空，在片中和艾米·罗森、周润发合作。
2011年，贾斯汀·查特文出现在Showtime改编自同名英剧的《无耻之徒》裡，片中再次和艾米·罗森合作，饰演了一对火辣可爱的情侣。

## 外部連結
- 賈斯汀·查特溫在互联网电影资料库（IMDb）上的資料（英文）